# Sinopec Tower
La  Sinopec Tower  (广 州 中 石 化 大 厦) appelé aussi Bercy Plaza est un gratte-ciel de bureaux haut de 188 mètres construit dans le sud de la Chine à Canton (Guangzhou) dans le district de Tianhe.
L'immeuble de style postmoderne abrite des bureaux sur 51 étages pour une superficie de plancher de 230 000 m².
La construction a commencé en 1992 et a été pendant longtemps interrompue.